# دانه‌خوار نوک‌کلفت
دانه‌خوار نوک‌کلفت (نام علمی: Serinus burtoni) نام یک گونه از سرده سهره دمگاه‌زرد است.